# CEV Champions League 2013-2014 (femminile)
La CEV Champions League 2013-2014 si è svolta dal 22 ottobre 2013 al 16 marzo 2014: al torneo hanno partecipato ventiquattro squadre di club europee e la vittoria finale è andata per la prima volta alla Dinamo-Kazan.

## Sistema di qualificazione
All'edizione del 2013-2014 hanno preso parte 24 squadre provenienti dalle 54 federazioni affiliate alla CEV. Per ogni federazione hanno partecipato un certo numero di club a seconda della Ranking List aggiornata annualmente; federazioni con un coefficiente maggiore hanno avuto più club rispetto a quelle con un punteggio minore. Il massimo di compagini per ogni nazione è di tre, privilegio riservato per questa edizione alla Turchia ed alla Russia, anche se grazie alle wild card hanno goduto di tre squadre anche l'Azerbaigian e l'Italia.
Di seguito è riportato lo schema di qualificazione (su base Ranking List 2013):
- Posizioni 1-2 ( Turchia,  Russia): 3 squadre
- Posizioni 3-7 ( Azerbaigian,  Italia,  Francia,  Polonia,  Romania): 2 squadre
- Posizioni 8-13 ( Belgio,  Germania,  Rep. Ceca,  Serbia,  Svizzera): 1 squadra

Le wild cards sono state assegnate all'Azerbaigian, alla Germania e all'Italia.

## Squadre partecipanti
| - Știința Bacău - Azəryol - İqtisadçı - Rabitə Baku - Stella Rossa - Béziers - Busto Arsizio - Dinamo Bucarest | - RC Cannes - Imoco - Dąbrowa Górnicza - Dresdner - VDK Gent - Eczacıbaşı - Galatasaray - VakıfBank | - Dinamo-Kazan - Dinamo Mosca - Omička - River - Prostějov - Schweriner - Atom Trefl Sopot - Volero Zurigo |

## Torneo

### Fase a gironi
I gironi sono stati sorteggiati il 28 giugno 2013 a Vienna.
| Girone A    | Girone B     | Girone C         | Girone D   | Girone E      | Girone F         |
| ----------- | ------------ | ---------------- | ---------- | ------------- | ---------------- |
| Omička      | Dinamo Mosca | VakıfBank        | Eczacıbaşı | Galatasaray   | Dinamo-Kazan     |
| Béziers     | River        | Atom Trefl Sopot | RC Cannes  | Imoco         | Dąbrowa Górnicza |
| Rabitə Baku | Stella Rossa | Dinamo Bucarest  | Schweriner | Azəryol       | Știința Bacău    |
| Dresdner    | İqtisadçı    | VDK Gent         | Prostějov  | Busto Arsizio | Volero Zurigo    |

#### Girone A

##### Risultati
| 23 ottobre 2013 Margon Arena, Dresda Durata: 1h:50 - Spettatori: 1 898                  | Dresdner    | 3 - 1 | Béziers     | 22-25, 25-22, 25-18, 25-21        |
| 24 ottobre 2013 Sarhadchi Sport Olympic Center, Baku Durata: 1h:54 - Spettatori: 1 950  | Rabitə Baku | 3 - 2 | Omička      | 25-16, 20-25, 25-19, 23-25, 15-13 |
| 31 ottobre 2013 Blinov S&C Complex, Omsk Durata: 1h:17 - Spettatori: 4 150              | Omička      | 3 - 0 | Dresdner    | 25-21, 25-16, 25-17               |
| 29 ottobre 2013 Palais des Sports, Agde Durata: 1h:26 - Spettatori: 1 202               | Béziers     | 0 - 3 | Rabitə Baku | 23-25, 20-25, 16-25               |
| 27 novembre 2013 Margon Arena, Dresda Durata: 1h:19 - Spettatori: 1 900                 | Dresdner    | 0 - 3 | Rabitə Baku | 19-25, 23-25, 20-25               |
| 26 novembre 2013 Palais des Sports, Agde Durata: 1h:19 - Spettatori: 850                | Béziers     | 0 - 3 | Omička      | 16-25, 22-25, 24-26               |
| 4 dicembre 2013 Blinov S&C Complex, Omsk Durata: 1h:09 - Spettatori: 4 300              | Omička      | 3 - 0 | Béziers     | 25-9, 25-14, 25-17                |
| 5 dicembre 2013 Sarhadchi Sport Olympic Center, Baku Durata: 1h:09 - Spettatori: 1 300  | Rabitə Baku | 3 - 0 | Dresdner    | 25-14, 25-15, 25-19               |
| 11 dicembre 2013 Sarhadchi Sport Olympic Center, Baku Durata: 1h:36 - Spettatori: 1 000 | Rabitə Baku | 3 - 1 | Béziers     | 25-15, 23-25, 25-10, 27-25        |
| 12 dicembre 2013 Margon Arena, Dresda Durata: 1h:35 - Spettatori: 1 850                 | Dresdner    | 1 - 3 | Omička      | 25-21, 15-25, 20-25, 18-25        |
| 17 dicembre 2013 Blinov S&C Complex, Omsk Durata: 1h:56 - Spettatori: 4 500             | Omička      | 2 - 3 | Rabitə Baku | 19-25, 22-25, 25-23, 25-19, 11-15 |
| 17 dicembre 2013 Palais des Sports, Agde Durata: 1h:21 - Spettatori: 831                | Béziers     | 0 - 3 | Dresdner    | 17-25, 18-25, 20-25               |

##### Classifica
| Pos | Squadra     | Pt | G | V | P | SV | SP | Ratio | PF  | PS  | Ratio |
| --- | ----------- | -- | - | - | - | -- | -- | ----- | --- | --- | ----- |
| 1.  | Rabitə Baku | 16 | 6 | 6 | 0 | 18 | 5  | 3,600 | 540 | 444 | 1,216 |
| 2.  | Omička      | 14 | 6 | 4 | 2 | 16 | 7  | 2,286 | 522 | 449 | 1,163 |
| 3.  | Dresdner    | 6  | 6 | 2 | 4 | 7  | 13 | 0,538 | 414 | 462 | 0,896 |
| 4.  | Béziers     | 0  | 6 | 0 | 6 | 2  | 18 | 0,111 | 377 | 498 | 0,757 |

#### Girone B

##### Risultati
| 22 ottobre 2013 Šumice Sport Center, Belgrado Durata: 1h:13 - Spettatori: 940    | Stella Rossa | 0 - 3 | İqtisadçı    | 15-25, 16-25, 23-25               |
| 22 ottobre 2013 USZ Družba, Mosca Durata: 1h:51 - Spettatori: 2 000              | Dinamo Mosca | 3 - 1 | River        | 25-21, 25-27, 25-23, 25-19        |
| 31 ottobre 2013 PalaBanca, Piacenza Durata: 1h:08 - Spettatori: 1 320            | River        | 3 - 0 | Stella Rossa | 25-18, 25-18, 25-11               |
| 29 ottobre 2013 A.Y.S. Sport Hall, Baku Durata: 2h:04 - Spettatori: 1 650        | İqtisadçı    | 3 - 2 | Dinamo Mosca | 23-25, 25-21, 19-25, 25-23, 15-13 |
| 26 novembre 2013 Šumice Sport Center, Belgrado Durata: 1h:43 - Spettatori: 1 100 | Stella Rossa | 1 - 3 | Dinamo Mosca | 26-24, 20-25, 16-25, 18-25        |
| 27 novembre 2013 A.Y.S. Sport Hall, Baku Durata: 1h:44 - Spettatori: 1 500       | İqtisadçı    | 1 - 3 | River        | 16-25, 18-25, 25-21, 20-25        |
| 5 dicembre 2013 PalaBanca, Piacenza Durata: 1h:22 - Spettatori: 1 400            | River        | 3 - 0 | İqtisadçı    | 25-17, 25-20, 26-24               |
| 4 dicembre 2013 USZ Družba, Mosca Durata: 1h:31 - Spettatori: 1 700              | Dinamo Mosca | 3 - 1 | Stella Rossa | 25-14, 25-13, 22-25, 25-16        |
| 10 dicembre 2013 USZ Družba, Mosca Durata: 1h:13 - Spettatori: 1 800             | Dinamo Mosca | 3 - 0 | İqtisadçı    | 25-23, 25-17, 25-18               |
| 10 dicembre 2013 Šumice Sport Center, Belgrado Durata: 1h:42 - Spettatori: 400   | Stella Rossa | 1 - 3 | River        | 18-25, 25-21, 19-25, 15-25        |
| 17 dicembre 2013 PalaBanca, Piacenza Durata: 1h:48 - Spettatori: 1 453           | River        | 3 - 1 | Dinamo Mosca | 25-21, 25-23, 18-25, 25-18        |
| 17 dicembre 2013 A.Y.S. Sport Hall, Baku Durata: 1h:35 - Spettatori: 1 500       | İqtisadçı    | 3 - 1 | Stella Rossa | 27-29, 25-13, 25-13, 25-12        |

##### Classifica
| Pos | Squadra      | Pt | G | V | P | SV | SP | Ratio | PF  | PS  | Ratio |
| --- | ------------ | -- | - | - | - | -- | -- | ----- | --- | --- | ----- |
| 1.  | River        | 15 | 6 | 5 | 1 | 16 | 6  | 2,667 | 526 | 451 | 1,166 |
| 2.  | Dinamo Mosca | 13 | 6 | 4 | 2 | 15 | 9  | 1,667 | 565 | 496 | 1,139 |
| 3.  | İqtisadçı    | 8  | 6 | 3 | 3 | 10 | 12 | 0,833 | 482 | 475 | 1,015 |
| 4.  | Stella Rossa | 0  | 6 | 0 | 6 | 4  | 18 | 0,222 | 393 | 544 | 0,722 |

#### Girone C

##### Risultati
| 23 ottobre 2013 Sala Polivalentǎ, Bucarest Durata: 1h:34 - Spettatori: 350            | Dinamo Bucarest  | 1 - 3 | Atom Trefl Sopot | 25-20, 17-25, 17-25, 23-25 |
| 23 ottobre 2013 Sportarena Tolhuis, Gand Durata: 1h:12 - Spettatori: 900              | VDK Gent         | 0 - 3 | VakıfBank        | 15-25, 22-25, 21-25        |
| 31 ottobre 2013 Burhan Felek Spor Salonu, Istanbul Durata: 1h:02 - Spettatori: 950    | VakıfBank        | 3 - 0 | Dinamo Bucarest  | 25-20, 25-7, 25-11         |
| 29 ottobre 2013 Ergo Arena, Danzica Durata: 1h:03 - Spettatori: 1 900                 | Atom Trefl Sopot | 3 - 0 | VDK Gent         | 25-9, 25-20, 25-17         |
| 27 novembre 2013 Sala Polivalentă Dinamo, Bucarest Durata: 1h:05 - Spettatori: 1 100  | Dinamo Bucarest  | 3 - 0 | VDK Gent         | 25-20, 25-17, 25-15        |
| 26 novembre 2013 Ergo Arena, Danzica Durata: 1h:42 - Spettatori: 4 300                | Atom Trefl Sopot | 1 - 3 | VakıfBank        | 25-19, 14-25, 19-25, 18-25 |
| 4 dicembre 2013 Burhan Felek Spor Salonu, Istanbul Durata: 1h:12 - Spettatori: 1 145  | VakıfBank        | 3 - 0 | Atom Trefl Sopot | 25-22, 25-20, 25-12        |
| 4 dicembre 2013 Sportarena Tolhuis, Gand Durata: 1h:04 - Spettatori: 850              | VDK Gent         | 0 - 3 | Dinamo Bucarest  | 17-25, 12-25, 20-25        |
| 11 dicembre 2013 Sportarena Tolhuis, Gand Durata: 1h:06 - Spettatori: 950             | VDK Gent         | 0 - 3 | Atom Trefl Sopot | 23-25, 14-25, 21-25        |
| 11 dicembre 2013 Sala Polivalentă Dinamo, Bucarest Durata: 1h:10 - Spettatori: 1 000  | Dinamo Bucarest  | 0 - 3 | VakıfBank        | 23-25, 21-25, 17-25        |
| 17 dicembre 2013 Burhan Felek Spor Salonu, Istanbul Durata: 1h:08 - Spettatori: 1 200 | VakıfBank        | 3 - 0 | VDK Gent         | 25-13, 25-20, 25-19        |
| 17 dicembre 2013 Ergo Arena, Danzica Durata: 1h:37 - Spettatori: 1 900                | Atom Trefl Sopot | 3 - 1 | Dinamo Bucarest  | 23-25, 25-17, 25-21, 25-20 |

##### Classifica
| Pos | Squadra          | Pt | G | V | P | SV | SP | Ratio  | PF  | PS  | Ratio |
| --- | ---------------- | -- | - | - | - | -- | -- | ------ | --- | --- | ----- |
| 1.  | VakıfBank        | 18 | 6 | 6 | 0 | 18 | 1  | 18,000 | 469 | 339 | 1,383 |
| 2.  | Atom Trefl Sopot | 12 | 6 | 4 | 2 | 13 | 8  | 1,625  | 473 | 438 | 1,080 |
| 3.  | Dinamo Bucarest  | 6  | 6 | 2 | 4 | 8  | 12 | 0,667  | 414 | 444 | 0,932 |
| 4.  | VDK Gent         | 0  | 6 | 0 | 6 | 0  | 18 | 0,000  | 315 | 450 | 0,700 |

#### Girone D

##### Risultati
| 24 ottobre 2013 Burhan Felek Spor Salonu, Istanbul Durata: 1h:07 - Spettatori: 1 000  | Eczacıbaşı | 3 - 0 | Prostějov  | 25-15, 25-14, 25-21        |
| 22 ottobre 2013 Palais des Victoires, Cannes Durata: 1h:10 - Spettatori: 2 800        | RC Cannes  | 3 - 0 | Schweriner | 25-17, 25-15, 25-16        |
| 30 ottobre 2013 ARENA Schwerin, Schwerin Durata: 1h:20 - Spettatori: 1 060            | Schweriner | 0 - 3 | Eczacıbaşı | 21-25, 18-25, 23-25        |
| 30 ottobre 2013 Sport Centrum, Prostějov Durata: 1h:18 - Spettatori: 1 100            | Prostějov  | 0 - 3 | RC Cannes  | 18-25, 22-25, 23-25        |
| 28 novembre 2013 Burhan Felek Spor Salonu, Istanbul Durata: 1h:19 - Spettatori: 1 500 | Eczacıbaşı | 3 - 0 | RC Cannes  | 26-24, 25-21, 25-23        |
| 26 novembre 2013 Sport Centrum, Prostějov Durata: 1h:47 - Spettatori: 1 200           | Prostějov  | 3 - 1 | Schweriner | 25-17, 23-25, 25-17, 25-17 |
| 4 dicembre 2013 ARENA Schwerin, Schwerin Durata: 1h:35 - Spettatori: 1 026            | Schweriner | 1 - 3 | Prostějov  | 25-20, 9-25, 16-25, 18-25  |
| 5 dicembre 2013 Palais des Victoires, Cannes Durata: 1h:12 - Spettatori: 2 800        | RC Cannes  | 0 - 3 | Eczacıbaşı | 18-25, 21-25, 20-25        |
| 12 dicembre 2013 Palais des Victoires, Cannes Durata: 1h:11 - Spettatori: 2 100       | RC Cannes  | 3 - 0 | Prostějov  | 25-23, 25-16, 25-20        |
| 11 dicembre 2013 Burhan Felek Spor Salonu, Istanbul Durata: 1h:05 - Spettatori: 400   | Eczacıbaşı | 3 - 0 | Schweriner | 25-15, 25-17, 25-15        |
| 17 dicembre 2013 ARENA Schwerin, Schwerin Durata: 1h:08 - Spettatori: 913             | Schweriner | 0 - 3 | RC Cannes  | 14-25, 16-25, 20-25        |
| 17 dicembre 2013 Sport Centrum, Prostějov Durata: 1h:43 - Spettatori: 1 100           | Prostějov  | 1 - 3 | Eczacıbaşı | 25-17, 26-28, 19-25, 23-25 |

##### Classifica
| Pos | Squadra    | Pt | G | V | P | SV | SP | Ratio  | PF  | PS  | Ratio |
| --- | ---------- | -- | - | - | - | -- | -- | ------ | --- | --- | ----- |
| 1.  | Eczacıbaşı | 18 | 6 | 6 | 0 | 18 | 1  | 18,000 | 471 | 379 | 1,243 |
| 2.  | RC Cannes  | 12 | 6 | 4 | 2 | 12 | 6  | 2,000  | 427 | 371 | 1,151 |
| 3.  | Prostějov  | 6  | 6 | 2 | 4 | 7  | 14 | 0,500  | 458 | 464 | 0,987 |
| 4.  | Schweriner | 0  | 6 | 0 | 6 | 2  | 18 | 0,111  | 351 | 493 | 0,712 |

#### Girone E

##### Risultati
| 23 ottobre 2013 PalaVerde, Villorba Durata: 2h:16 - Spettatori: 3 200                 | Imoco         | 3 - 2 | Galatasaray   | 25-23, 25-23, 19-25, 21-25, 18-16 |
| 22 ottobre 2013 A.Y.S. Sport Hall, Baku Durata: 2h:07 - Spettatori: 1 500             | Azəryol       | 3 - 2 | Busto Arsizio | 24-26, 25-20, 25-15, 17-25, 15-13 |
| 29 ottobre 2013 PalaPiantanida, Busto Arsizio Durata: 1h:49 - Spettatori: 3 061       | Busto Arsizio | 1 - 3 | Imoco         | 13-25, 22-25, 25-22, 17-25        |
| 30 ottobre 2013 Burhan Felek Spor Salonu, Istanbul Durata: 1h:58 - Spettatori: 900    | Galatasaray   | 3 - 1 | Azəryol       | 25-23, 25-21, 27-29, 25-22        |
| 28 novembre 2013 PalaVerde, Villorba Durata: 2h:08 - Spettatori: 2 925                | Imoco         | 3 - 2 | Azəryol       | 23-25, 25-19, 22-25, 25-15, 15-10 |
| 27 novembre 2013 Burhan Felek Spor Salonu, Istanbul Durata: 1h:17 - Spettatori: 800   | Galatasaray   | 3 - 0 | Busto Arsizio | 26-24, 25-23, 25-11               |
| 3 dicembre 2013 PalaPiantanida, Busto Arsizio Durata: 1h:21 - Spettatori: 3 112       | Busto Arsizio | 0 - 3 | Galatasaray   | 22-25, 20-25, 23-25               |
| 3 dicembre 2013 A.Y.S. Sport Hall, Baku Durata: 1h:58 - Spettatori: 1 000             | Azəryol       | 3 - 1 | Imoco         | 25-23, 30-32, 25-22, 25-23        |
| 10 dicembre 2013 A.Y.S. Sport Hall, Baku Durata: 2h:11 - Spettatori: 1 450            | Azəryol       | 2 - 3 | Galatasaray   | 25-21, 22-25, 25-21, 15-25, 14-16 |
| 11 dicembre 2013 PalaVerde, Villorba Durata: 1h:23 - Spettatori: 3 512                | Imoco         | 3 - 0 | Busto Arsizio | 25-20, 25-15, 26-24               |
| 17 dicembre 2013 PalaPiantanida, Busto Arsizio Durata: 1h:13 - Spettatori: 2 423      | Busto Arsizio | 3 - 0 | Azəryol       | 25-14, 25-17, 25-19               |
| 17 dicembre 2013 Burhan Felek Spor Salonu, Istanbul Durata: 1h:54 - Spettatori: 1 200 | Galatasaray   | 3 - 2 | Imoco         | 24-26, 23-25, 25-19, 25-15, 15-3  |

##### Classifica
| Pos | Squadra       | Pt | G | V | P | SV | SP | Ratio | PF  | PS  | Ratio |
| --- | ------------- | -- | - | - | - | -- | -- | ----- | --- | --- | ----- |
| 1.  | Galatasaray   | 14 | 6 | 5 | 1 | 17 | 8  | 2,125 | 585 | 515 | 1,136 |
| 2.  | Imoco         | 11 | 6 | 4 | 2 | 15 | 11 | 1,364 | 579 | 559 | 1,036 |
| 3.  | Azəryol       | 7  | 6 | 2 | 4 | 11 | 15 | 0,733 | 551 | 594 | 0,928 |
| 4.  | Busto Arsizio | 4  | 6 | 1 | 5 | 6  | 15 | 0,400 | 433 | 480 | 0,902 |

#### Girone F

##### Risultati
| 24 ottobre 2013 Saalsporthalle, Zurigo Durata: 1h:13 - Spettatori: 500                     | Volero Zurigo    | 0 - 3 | Dinamo-Kazan     | 18-25, 12-25, 18-25              |
| 23 ottobre 2013 Hala Centrum, Dąbrowa Górnicza Durata: 1h:22 - Spettatori: 1 400           | Dąbrowa Górnicza | 3 - 0 | Știința Bacău    | 25-21, 25-15, 25-18              |
| 29 ottobre 2013 Sala Sporturilor, Bacău Durata: 2h:05 - Spettatori: 700                    | Știința Bacău    | 3 - 2 | Volero Zurigo    | 17-25, 27-25, 25-20, 8-25, 15-13 |
| 31 ottobre 2013 Centr volejbola Sankt-Peterburg, Kazan' Durata: 1h:40 - Spettatori: 1 500  | Dinamo-Kazan     | 3 - 1 | Dąbrowa Górnicza | 29-27, 22-25, 25-15, 25-13       |
| 28 novembre 2013 Saalsporthalle, Zurigo Durata: 1h:42 - Spettatori: 600                    | Volero Zurigo    | 3 - 1 | Dąbrowa Górnicza | 25-12, 16-25, 25-15, 25-18       |
| 26 novembre 2013 Centr volejbola Sankt-Peterburg, Kazan' Durata: 1h:09 - Spettatori: 1 000 | Dinamo-Kazan     | 3 - 0 | Știința Bacău    | 25-16, 25-18, 25-16              |
| 5 dicembre 2013 Sala Sporturilor, Bacău Durata: 1h:05 - Spettatori: 1 024                  | Știința Bacău    | 0 - 3 | Dinamo-Kazan     | 15-25, 17-25, 10-25              |
| 4 dicembre 2013 Hala Centrum, Dąbrowa Górnicza Durata: 2h:23 - Spettatori: 1 380           | Dąbrowa Górnicza | 2 - 3 | Volero Zurigo    | 26-28, 25-21, 23-25, 25-22, 9-15 |
| 11 dicembre 2013 Hala Centrum, Dąbrowa Górnicza Durata: 1h:25 - Spettatori: 1 250          | Dąbrowa Górnicza | 0 - 3 | Dinamo-Kazan     | 22-25, 21-25, 20-25              |
| 12 dicembre 2013 Saalsporthalle, Zurigo Durata: 1h:57 - Spettatori: 1 050                  | Volero Zurigo    | 3 - 1 | Știința Bacău    | 25-16, 25-23, 26-28, 25-23       |
| 17 dicembre 2013 Sala Sporturilor, Bacău Durata: 1h:55 - Spettatori: 825                   | Știința Bacău    | 3 - 1 | Dąbrowa Górnicza | 20-25, 31-29, 25-16, 25-23       |
| 17 dicembre 2013 Centr volejbola Sankt-Peterburg, Kazan' Durata: 2h:09 - Spettatori: 900   | Dinamo-Kazan     | 2 - 3 | Volero Zurigo    | 25-23, 25-23, 20-25, 28-30, 8-15 |

##### Classifica
| Pos | Squadra          | Pt | G | V | P | SV | SP | Ratio | PF  | PS  | Ratio |
| --- | ---------------- | -- | - | - | - | -- | -- | ----- | --- | --- | ----- |
| 1.  | Dinamo-Kazan     | 16 | 6 | 5 | 1 | 17 | 4  | 4,250 | 507 | 399 | 1,271 |
| 2.  | Volero Zurigo    | 11 | 6 | 4 | 2 | 14 | 12 | 1,167 | 575 | 541 | 1,063 |
| 3.  | Știința Bacău    | 5  | 6 | 2 | 4 | 7  | 15 | 0,467 | 429 | 527 | 0,814 |
| 4.  | Dąbrowa Górnicza | 4  | 6 | 1 | 5 | 8  | 15 | 0,533 | 489 | 533 | 0,917 |

### Play-off a 12
I sorteggi per gli accoppiamenti dei playoff a 12 si sono svolti il 19 dicembre 2013 a Lussemburgo, alla presenza del comitato esecutivo della CEV. In quest'occasione è stata anche assegnata al Rabitə Baku l'organizzazione della Final Four; conseguentemente la squadra di Baku, vincitrice del girone A, è stata qualificata d'ufficio alle semifinali ed il suo posto nel sorteggio è stato preso dalla migliore terza classificata, l'İqtisadçı, proveniente dal girone B.

#### Andata
| 15 gennaio 2014 PalaVerde, Villorba Durata: 1h:20 - Spettatori: 2 865          | Imoco            | 3 - 0 | Omička       | 25-23, 25-18, 25-23        |
| 15 gennaio 2014 Hala Stulecia Sopotu, Sopot Durata: 1h:24 - Spettatori: 1 000  | Atom Trefl Sopot | 0 - 3 | Eczacıbaşı   | 21-25, 20-25, 22-25        |
| 14 gennaio 2014 Palais des Victoires, Cannes Durata: 1h:42 - Spettatori: 2 800 | RC Cannes        | 3 - 1 | Galatasaray  | 25-17, 25-21, 25-27, 25-23 |
| 16 gennaio 2014 A.Y.S. Sport Hall, Baku Durata: 1h:17 - Spettatori: 1 200      | İqtisadçı        | 0 - 3 | VakıfBank    | 22-25, 20-25, 20-25        |
| 15 gennaio 2014 USZ Družba, Mosca Durata: 1h:47 - Spettatori: 2 100            | Dinamo Mosca     | 1 - 3 | Dinamo-Kazan | 21-25, 21-25, 25-18, 16-25 |
| 16 gennaio 2014 Saalsporthalle, Zurigo Durata: 1h:50 - Spettatori: 1 250       | Volero Zurigo    | 3 - 1 | River        | 25-18, 24-26, 26-24, 25-19 |

#### Ritorno
| 21 gennaio 2014 Blinov S&C Complex, Omsk Durata: 1h:36 - Spettatori: 4 800                | Omička       | 3 - 0 | Imoco            | 25-20, 25-19, 29-27 Golden set: 15-10 |
| 21 gennaio 2014 Burhan Felek Spor Salonu, Istanbul Durata: 1h:43 - Spettatori: 850        | Eczacıbaşı   | 3 - 1 | Atom Trefl Sopot | 16-25, 25-21, 25-21, 25-20            |
| 23 gennaio 2014 Burhan Felek Spor Salonu, Istanbul Durata: 1h:08 - Spettatori: 1 500      | Galatasaray  | 0 - 3 | RC Cannes        | 19-25, 16-25, 21-25                   |
| 22 gennaio 2014 Burhan Felek Spor Salonu, Istanbul Durata: 1h:06 - Spettatori: 2 050      | VakıfBank    | 3 - 0 | İqtisadçı        | 25-13, 25-12, 25-20                   |
| 22 gennaio 2014 Centr volejbola Sankt-Peterburg, Kazan' Durata: 1h:20 - Spettatori: 1 500 | Dinamo-Kazan | 3 - 0 | Dinamo Mosca     | 25-15, 25-22, 29-23                   |
| 21 gennaio 2014 PalaBanca, Piacenza Durata: 1h:46 - Spettatori: 1 450                     | River        | 1 - 3 | Volero Zurigo    | 25-22, 18-25, 20-25, 19-25            |

#### Squadre qualificate
- RC Cannes
- Dinamo-Kazan
- Omička
- Volero Zurigo
- Eczacıbaşı
- VakıfBank

### Play-off a 6

#### Andata
| 6 febbraio 2014 Blinov S&C Complex, Omsk Durata: 1h:55 - Spettatori: 4 870           | Omička        | 1 - 3 | Eczacıbaşı   | 17-25, 27-29, 25-22, 21-25 |
| 6 febbraio 2014 Burhan Felek Spor Salonu, Istanbul Durata: 1h:24 - Spettatori: 2 840 | VakıfBank     | 3 - 1 | RC Cannes    | 21-25, 25-7, 25-18, 25-9   |
| 6 febbraio 2014 Saalsporthalle, Zurigo Durata: 1h:52 - Spettatori: 1 540             | Volero Zurigo | 1 - 3 | Dinamo-Kazan | 25-20, 14-25, 25-27, 22-25 |

#### Ritorno
| 13 febbraio 2014 Burhan Felek Spor Salonu, Istanbul Durata: 1h:12 - Spettatori: 1 500      | Eczacıbaşı   | 3 - 0 | Omička        | 25-19, 25-21, 25-16                          |
| 12 febbraio 2014 Palais des Victoires, Cannes Durata: 2h:12 - Spettatori: 3 000            | RC Cannes    | 3 - 1 | VakıfBank     | 19-25, 25-17, 25-22, 25-22 Golden set: 12-15 |
| 11 febbraio 2014 Centr volejbola Sankt-Peterburg, Kazan' Durata: 1h:45 - Spettatori: 1 700 | Dinamo-Kazan | 3 - 1 | Volero Zurigo | 21-25, 25-16, 25-19, 25-21                   |

#### Squadre qualificate
- Rabitə Baku[5]
- Dinamo-Kazan
- Eczacıbaşı
- VakıfBank

### Final Four
Gli accoppiamenti della Final Four, stabiliti dal regolamento CEV, hanno previsto che in caso di qualificazione di due squadre della stessa nazione, queste si incontrino in semifinale: questa eventualità si è verificata tra le squadre turche dell'Eczacıbaşı e del VakıfBank.
|  | Semifinali   | Semifinali   | Semifinali |           |              | Finale          | Finale          | Finale          |  |
|  |              |              |            |           |              |                 |                 |                 |  |
|  | Dinamo-Kazan | Dinamo-Kazan | 3          |           |              |                 |                 |                 |  |
|  | Dinamo-Kazan | Dinamo-Kazan | 3          |           |              |                 |                 |                 |  |
|  | Rabitə Baku  | Rabitə Baku  | 0          |           |              |                 |                 |                 |  |
|  | Rabitə Baku  | Rabitə Baku  | 0          |           | Dinamo-Kazan | Dinamo-Kazan    | 3               |                 |  |
|  |              |              |            |           | Dinamo-Kazan | Dinamo-Kazan    | 3               |                 |  |
|  |              |              | VakıfBank  | VakıfBank | 0            |                 |                 |                 |  |
|  | VakıfBank    | VakıfBank    | VakıfBank  | VakıfBank | 0            | 3               |                 |                 |  |
|  | VakıfBank    | VakıfBank    |            |           |              | 3               |                 |                 |  |
|  | Eczacıbaşı   | Eczacıbaşı   | 1          |           |              | Finale 3º posto | Finale 3º posto | Finale 3º posto |  |
|  | Eczacıbaşı   | Eczacıbaşı   | 1          |           |              |                 |                 |                 |  |
|  |              |              |            |           |              |                 |                 |                 |  |
|  |              |              |            |           |              | Rabitə Baku     | Rabitə Baku     | 3               |  |
|  |              |              |            |           |              | Rabitə Baku     | Rabitə Baku     | 3               |  |
|  |              |              |            |           |              | Eczacıbaşı      | Eczacıbaşı      | 0               |  |

#### Semifinali
| 15 marzo 2014 Baku Crystal Hall, Baku Durata: 1h:16 - Spettatori: 7 000 | Dinamo-Kazan | 3 - 0 | Rabitə Baku | 25-15, 25-21, 25-19        |
| 15 marzo 2014 Baku Crystal Hall, Baku Durata: 1h:56 - Spettatori: 6 000 | VakıfBank    | 3 - 1 | Eczacıbaşı  | 25-19, 19-25, 25-22, 25-17 |

#### Finale 3º posto
| 16 marzo 2014 Baku Crystal Hall, Baku Durata: 1h:16 - Spettatori: 5 000 | Rabitə Baku | 3 - 0 | Eczacıbaşı | 25-21, 25-12, 27-25 |

#### Finale
| 16 marzo 2014 Baku Crystal Hall, Baku Durata: 1h:20 - Spettatori: 5 000 | Dinamo-Kazan | 3 - 0 | VakıfBank | 25-23, 25-11, 25-23 |

## Premi individuali
| Premio                 | Nome                 | Squadra      |
| ---------------------- | -------------------- | ------------ |
| MVP                    | Ekaterina Gamova     | Dinamo-Kazan |
| Miglior realizzatrice  | Ekaterina Gamova     | Dinamo-Kazan |
| Miglior attaccante     | Neslihan Demir       | Eczacıbaşı   |
| Miglior muro           | Jordan Larson        | Dinamo-Kazan |
| Miglior servizio       | Antonella Del Core   | Dinamo-Kazan |
| Miglior palleggiatrice | Nootsara Tomkom      | Rabitə Baku  |
| Miglior ricevitrice    | Carolina Costagrande | VakıfBank    |
| Miglior libero         | Brenda Castillo      | Rabitə Baku  |